# نهر كينتا
نهر كينتا (بالملايو: سونغاي كينتا) هو نهر في فيرق، ماليزيا.سُمي النهر على وادي كينتا، الذي يحيط بإڤوه، عاصمةفيرق. تقع إڤوه على طول هذا النهر. تحيط العديد من التلال الحجر الجيرية بالنهر، حيث توجد العديد من مناجم القصدير القديمة. أُكتشف أكبر حقل للقصدير في العالم عام 1876 في وادي كينتا. كان الصيد في هذه المنطقة نشاطًا محليًا رئيسيًا حتى تم إغلاق المصايد تدريجيا.
نهر كينتا هو أحد الفروع الرئيسية لنهر فيرق.